# Paronychia weberbaueri
Paronychia weberbaueri là loài thực vật có hoa thuộc họ Cẩm chướng. Loài này được Chaudhri mô tả khoa học đầu tiên năm 1968.